# Cimochowizna
Cimochowizna est un village polonais du district administratif de Suwałki, dans le powiat de Suwałki, voïvodie de Podlachie, au Nord-Est du pays. Il est situé à environ 9 km à l'Est de Suwałki et à 106 km au Nord de la capitale régionale Białystok.
C'est dans cette ville que réside officiellement le prix Szpilman.